# FAI Cup 2012
La FAI Cup 2012, denominata FAI Ford Senior Cup per ragioni di sponsorizzazione, è stata l'89ª edizione della competizione.

Il torneo è iniziato il 30 marzo ed è terminato il 4 novembre 2012. Il Derry City ha vinto il trofeo per la quinta volta.

## Regolamento
Alla coppa sono iscritte 40 squadre. Tutti i turni si svolgono in gara unica: in caso di parità al termine dei 90 minuti, l'incontro si rigioca a campi invertiti.

Al primo turno hanno partecipato solo 16 squadre provenienti dai tre campionati provinciali (Leinster Senior League, Munster Senior League e Ulster Senior League).

Le 12 squadre di Premier Division, le 8 di First Division e le 4 squadre titolari che hanno partecipato all'A Championship 2011 sono state ammesse direttamente al secondo turno.

La squadra vincitrice della coppa è ammessa al secondo turno di qualificazione della UEFA Europa League 2013-2014.

## Primo turno
| Squadra 1       | Risultato | Squadra 2           |
| --------------- | --------- | ------------------- |
| 30 marzo 2012   |           |                     |
| Crumlin United  | 1 – 0     | Kilbarrack United   |
| Phoenix         | 4 – 3     | Lucan United        |
| 31 marzo 2012   |           |                     |
| Malahide United | 2 – 1     | College Corinthians |
| 1º aprile 2012  |           |                     |
| Kildrum Tigers  | 1 – 0     | Clonmel Celtic      |
| Douglas Hall    | 2 – 1     | Killester United    |
| Avondale United | 3 – 1     | Sheriff YC          |
| Cherry Orchard  | 2 – 0     | Verona              |
| Ballymun United | 1 – 2     | Mayfield United     |

## Secondo turno
| Squadra 1       | Risultato | Squadra 2        |
| --------------- | --------- | ---------------- |
| 25 maggio 2012  |           |                  |
| Bray Wanderers  | 1 – 1     | Shelbourne       |
| Drogheda Utd    | 6 – 1     | Mayfield United  |
| Salthill Devon  | 0 – 2     | Mervue Utd       |
| UCD             | 3 – 1     | Phoenix          |
| Cork City       | 6 – 1     | Athlone Town     |
| Sligo Rovers    | 1 – 3     | Monaghan Utd     |
| Blarney United  | 1 – 4     | Malahide United  |
| Dundalk         | 1 – 0     | St. Patrick's CY |
| Derry City      | 4 – 0     | Finn Harps       |
| Bohemians       | 5 – 0     | Drumkeen United  |
| Shamrock Rovers | 1 – 0     | Limerick 37      |
| 27 maggio 2012  |           |                  |
| Kildrum Tigers  | 1 – 3     | Avondale United  |
| Cherry Orchard  | 2 – 0     | Longford Town    |
| Douglas Hall    | 1 – 1     | Wexford Youths   |
| Everton AFC     | 0 – 1     | Waterford United |
| Crumlin United  | 0 – 3     | St Patrick's     |

### Replay
| Squadra 1      | Risultato | Squadra 2      |
| -------------- | --------- | -------------- |
| 28 maggio 2012 |           |                |
| Shelbourne     | 1 – 0     | Bray Wanderers |
| 29 maggio 2012 |           |                |
| Wexford Youths | 3 – 2     | Douglas Hall   |

## Terzo turno
| Squadra 1        | Risultato  | Squadra 2       |
| ---------------- | ---------- | --------------- |
| 24 agosto 2012   |            |                 |
| Shamrock Rovers  | 2 – 0      | Cork City       |
| Malahide United  | 0 – 4      | Dundalk         |
| Bohemians        | 1 – 0      | Avondale United |
| Drogheda Utd     | 1 – 0      | Wexford Youths  |
| UCD              | 0 – 1      | Derry City      |
| Shelbourne       | 3 – 2      | Cherry Orchard  |
| St Patrick's     | per ritiro | Monaghan Utd    |
| 3 settembre 2012 |            |                 |
| Waterford United | 0 – 4      | Mervue Utd      |

## Quarti di finale
| Squadra 1         | Risultato | Squadra 2       |
| ----------------- | --------- | --------------- |
| 14 settembre 2012 |           |                 |
| Shelbourne        | 2 – 1     | Shamrock Rovers |
| Bohemians         | 0 – 1     | Dundalk         |
| St Patrick's      | 0 – 0     | Drogheda Utd    |
| Derry City        | 7 – 1     | Mervue Utd      |

### Replay
| Squadra 1         | Risultato         | Squadra 2    |
| ----------------- | ----------------- | ------------ |
| 17 settembre 2012 |                   |              |
| Drogheda Utd      | 1 – 1 (2 – 3 dtr) | St Patrick's |

## Semifinali
| Squadra 1      | Risultato | Squadra 2    |
| -------------- | --------- | ------------ |
| 7 ottobre 2012 |           |              |
| Derry City     | 1 – 1     | Shelbourne   |
| Dundalk        | 0 – 3     | St Patrick's |

### Replay
| Squadra 1       | Risultato | Squadra 2  |
| --------------- | --------- | ---------- |
| 10 ottobre 2012 |           |            |
| Shelbourne      | 0 – 3     | Derry City |

## Finale
| Arbitro: | Neil Doyle |

| |            | |
| Greacen 55’ Patterson 69’, 105’ (rig.) | Marcatori  | 53’ O'Connor 87’ Fagan |
| · 109’ Doherty 1 · Madden 17 · 98’ Greacen 5 · S. McEleney 6 · McCaffrey 3 · 59’ P. McEleney 10 · Molloy 4 · Deery 8 · 81’ B. McNamee 25 · McLaughlin 15 · McDaid 9 · Sostituzioni: · 59’ Patterson 11 · 81’ Higgins 7 · 98’ McBride 12 | Formazioni | · 1 Clarke · 2 O'Brien 106’ · 4 Kenna · 15 Browne · 12 Bermingham · 11 O'Connor 115’ · 17 Forrester · 8 Chambers · 3 Carroll 19’ 24’ · 19 Kelly 46’ · 9 Fagan · Sostituzioni: · 18 Russell 24’ · 26 Faherty 46’ · 13 Flynn 106’ |
| Devine | Allenatori | Buckley |